# كوروس التينياي

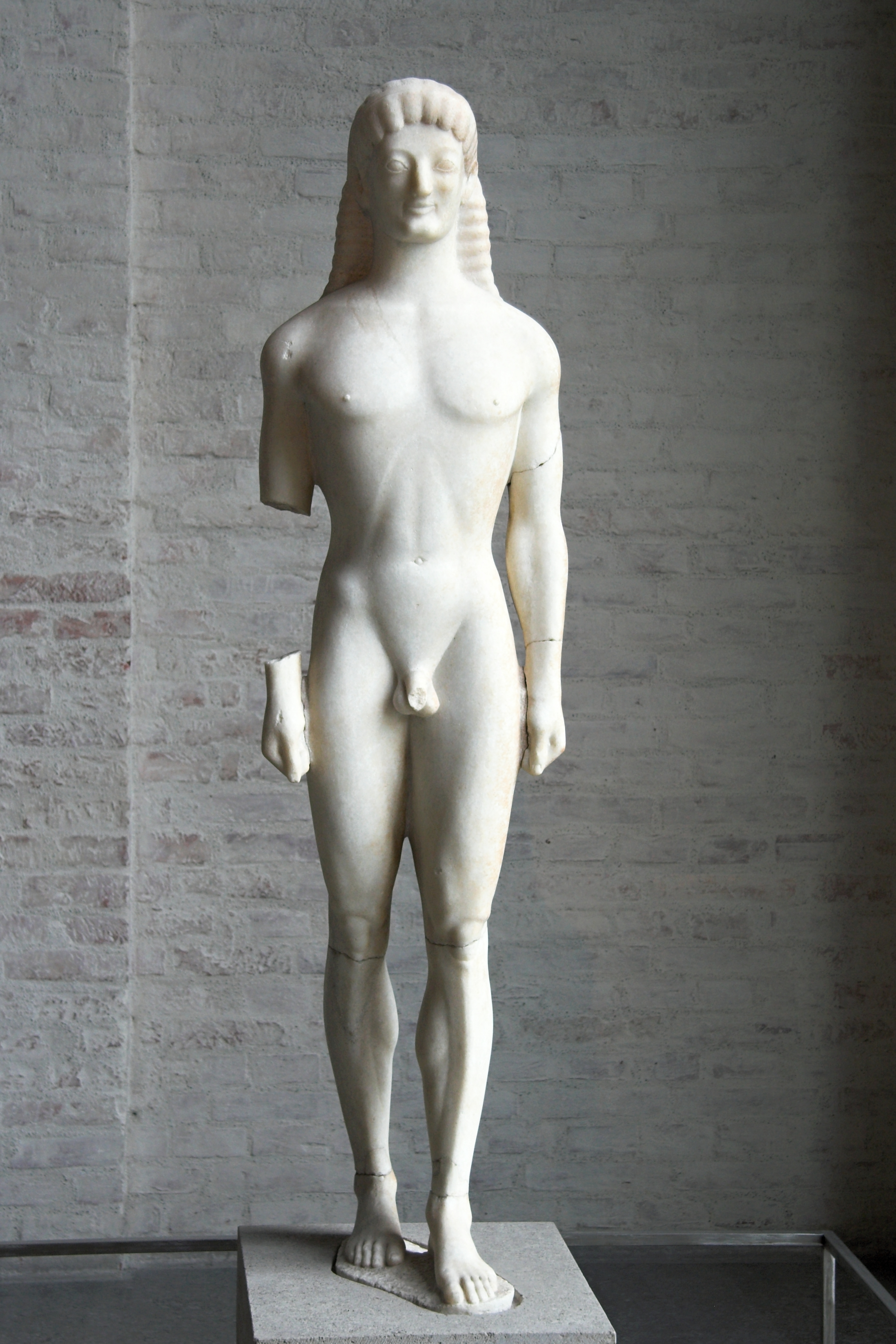
كوروس من تينيا

كوروس من تينيا هي تحفة فنية من فن النحت في اليونان القديمة. تم العثور عليها في عام 1846 في بلدة أثيكيا بالقرب من كنيسة أجيوس نيكولاوس من قبل أحد سكان المنطقة، حيث كانت مقبرة تينيا القديمة، ومنذ عام 1854 تُعرض في جليبوثيك. توجد نسخة في المتحف الأثري في بازل.

## وصف
كوروس مصنوع من الرخام من باروس والرخام من رخام آسيا الوسطى. وعثر على اطرافه مقطوعة الاطراف وفقد جزء من الذراع اليمنى وتم استبداله. وإلا فهو تمثال محفوظ جيدًا. تم الاحتفاظ بالرأس على قيد الحياة لأنه تم العثور عليه في إناء فخاري كان يحميه لعدة قرون.
يصور التمثال شاباً عارياً بجسم رياضي قوي يستريح على قدميه، بينما تخطو القدم اليسرى خطوة صغيرة إلى الأمام. باطن القدم يستقر على الأرض. يتم تعليق الذراعين بشكل متماثل تمامًا ويتم تثبيت كلتا اليدين في قبضة تستقر على الفخذين، كما لو كانت تمسك بمقبض. الشعر مجعد وممشط جيدًا ويشكل مشطًا غنيًا يغطي الجزء الخلفي من الظهر، بينما يتوجها شريط.

## تفسير
التمثال يسمى أيضا «أبولو تينيا». يمثل نوع الشباب الشكل البدائي للإله أبولو، تمامًا كما كان يستخدم في العصور القديمة لتمثيل الأبطال. في هذه الحالة، من المحتمل أن يكون تمثيلًا لرجل ميت، حيث تم العثور عليه في قبر في مقبرة تيجيا. لهذا الشاب لا يرتدي أي ملابس، وجسده الرياضي عاري، لأنه يناسب الأبطال فقط.

## التأثير المصري
على الرغم من أن تكوين العمل بأكمله يعتمد على الفن المصري، إلا أن هناك تجديدات كبيرة تجعل هذا العمل بارزًا. إن عري الجسد وحيوية الموقف والتعبير عن الجسد هي خصائص يونانية أصيلة، لم تكن معروفة في الفن المصري حتى ذلك الحين. الابتسامة القاتمة للوجه هي الفأل المبكر لفن النحت الذي ازدهر في اليونان في القرون التالية. إن نسب الجسم وليونة العضلات في مرحلة التطور لكنها أكثر دقة مما نجد في أعمال الفن المصري حتى ذلك الحين.

## تأريخ
من سمات تطور كوروس حقيقة أن الفجوة بين الفخذين والجذع قد اتسعت، في حين أن الأذرع شبه خالية، على الرغم من أنها لا تزال قريبة جدًا من الفخذين ومتصلة بجسور صغيرة. يجب أن يكون التمثال قد صنع في منتصف القرن السادس قبل الميلاد، ومن الواضح أنه يحمل توقيع طالب، أو منحوتات بارزة لديبوينوس وسكيلي الذين كان لديهم ورشة عملهم في منطقة تينيا، في مكان ما في كليونس، في آرغوس، في كورنث أو سيكيونا.